# Galamborchidea
A galamborchidea vagy galambkosbor (Peristeria elata) a növények (Plantae) országába, a zárvatermők (Magnoliophyta) törzsébe, az egyszikűek (Liiopsida) osztályába, a spárgavirágúak (Asparagales) rendjébe és a kosborfélék (Orchidaceae) családjába tartozó faj.

## Előfordulása
Közép-Amerikától Dél-Amerika északi részéig honos. Élőhelye lenyúlik Venezuela, Panama, Ecuador trópusi, lombhullató, alacsony hegyvidéki erdőikig. És még Costa Rica, Peru, Kolumbia esőerdeiben is megfigyelhető. Többnyire epifiton növény, de sziklás hasadékokban is megtelepszik. A nyirkos közeget szereti, mert leginkább mohával fedett ágakon él.

## Megjelenése
A galambkosbor elérheti a 12 centiméteres magasságot, a száron néhány hosszú levelet növeszt. Általában 4-től 12 kis fehér virága van, ami közvetlen a száron nő. Csak magas páratartalom mellett fejlődik, tavasszal virágzik és napi nagy hőingadozás segíti a virágzást.

## Tartása
Az erős, de szórt fényt kedveli, télen több fényt igényel. Érdemes az epifita közeget kissé dúsítani tőzegmohával és kókuszdió burokkal. Párologtató tálcát kell készíteni alá, hogy a gyökere mindig párában legyen, ne száradjon ki, még télen sem. A páratartalmat 70 százalék körül kell tartani. 
Nappal meleg és fényes, éjjel hűvös körülmények kell tartani. Tavasztól nitrogéndús tápoldatos vízzel kell táplálni, később, nyár vége felé át kell térni foszforban és káliumban gazdagabb oldatra. Tél közeledtével lassan és fokozatosan vissza kell venni a vizet és a tápot és emelni a fény erősségét.

## Képek

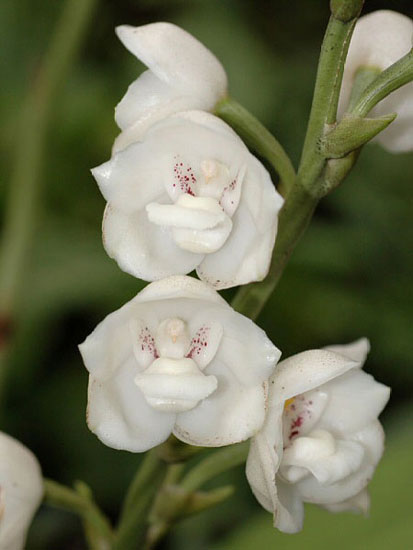
Virágai a száron
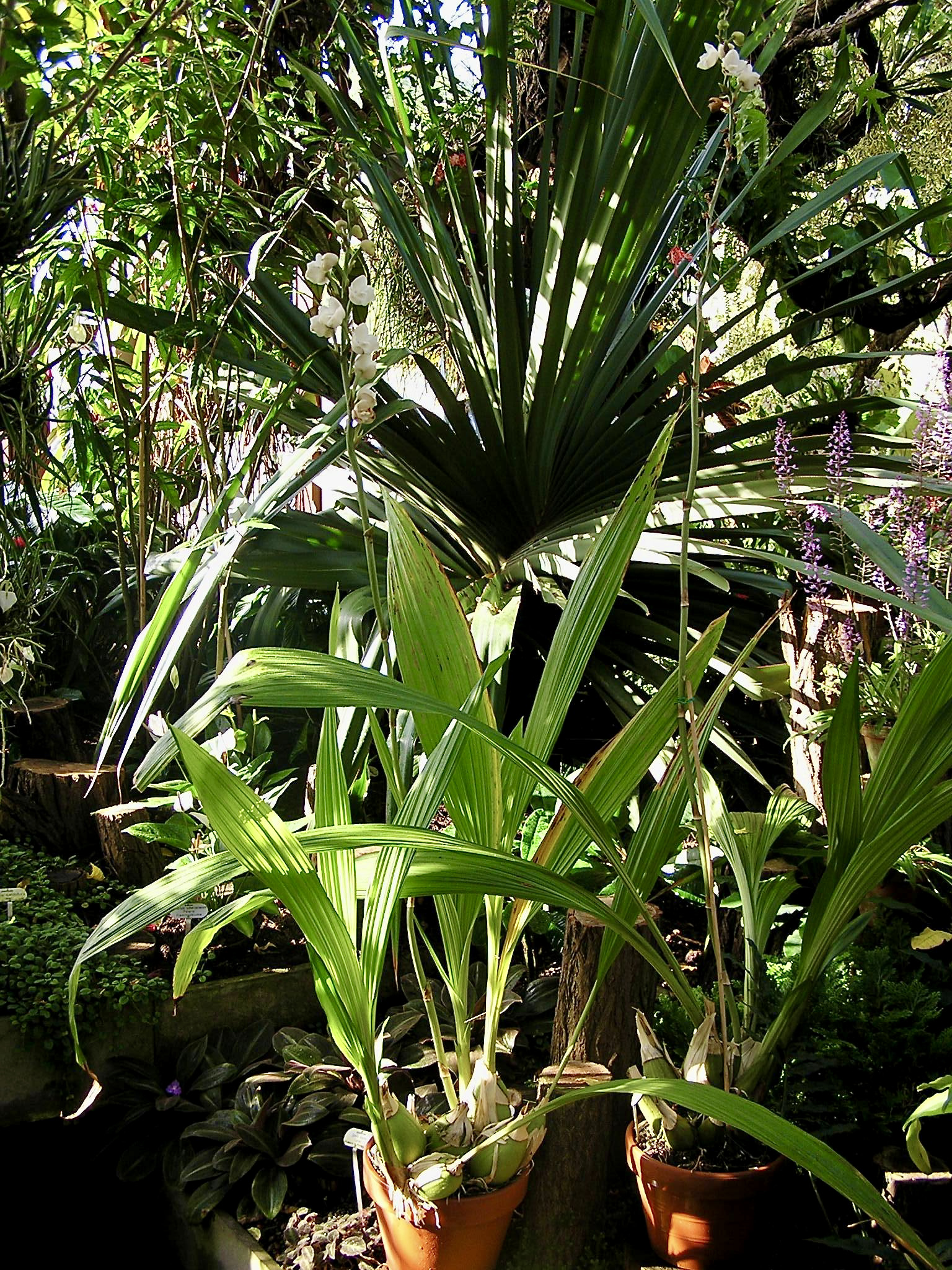
Természetes élőhelyén
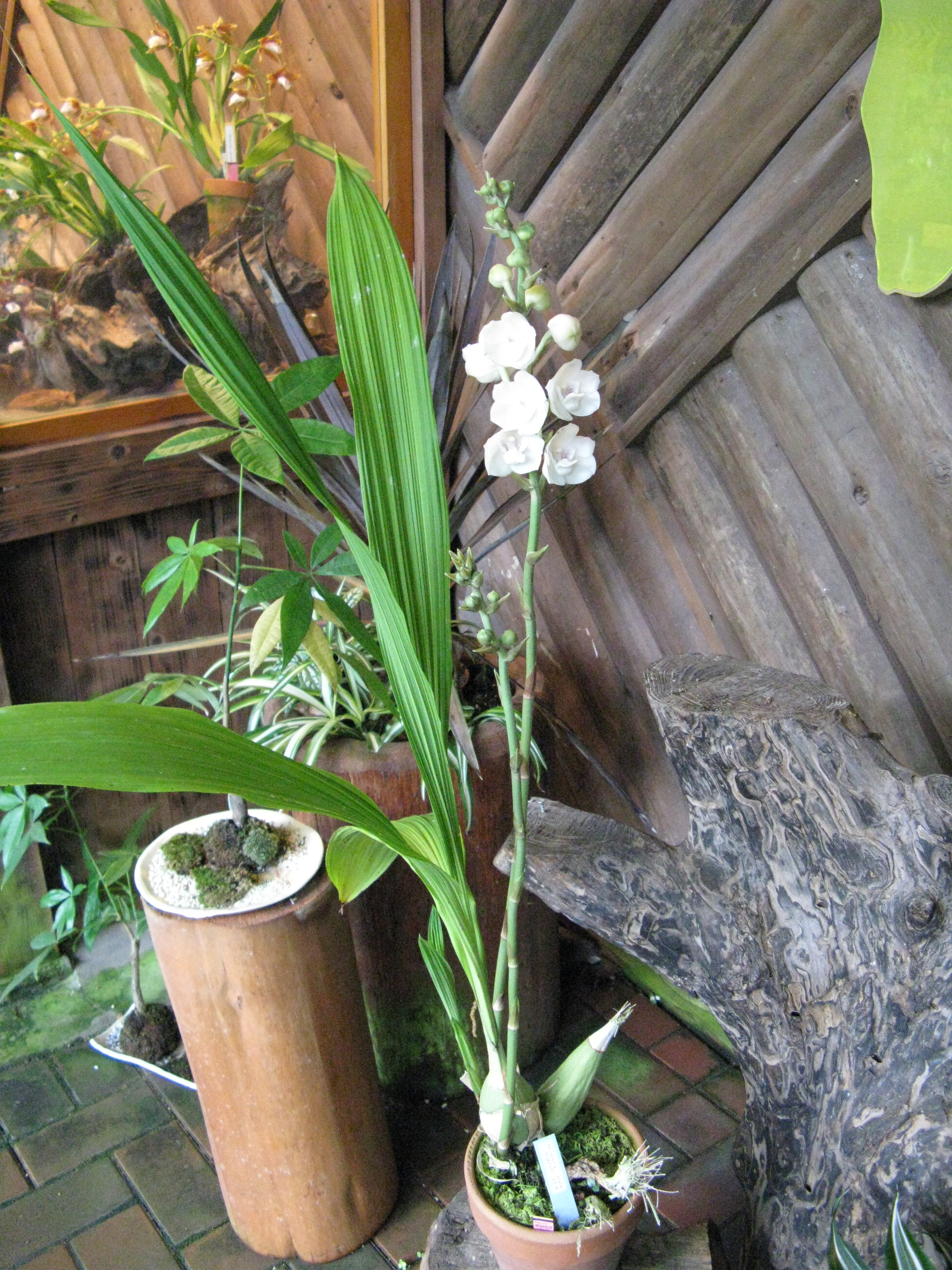
Otthoni példány
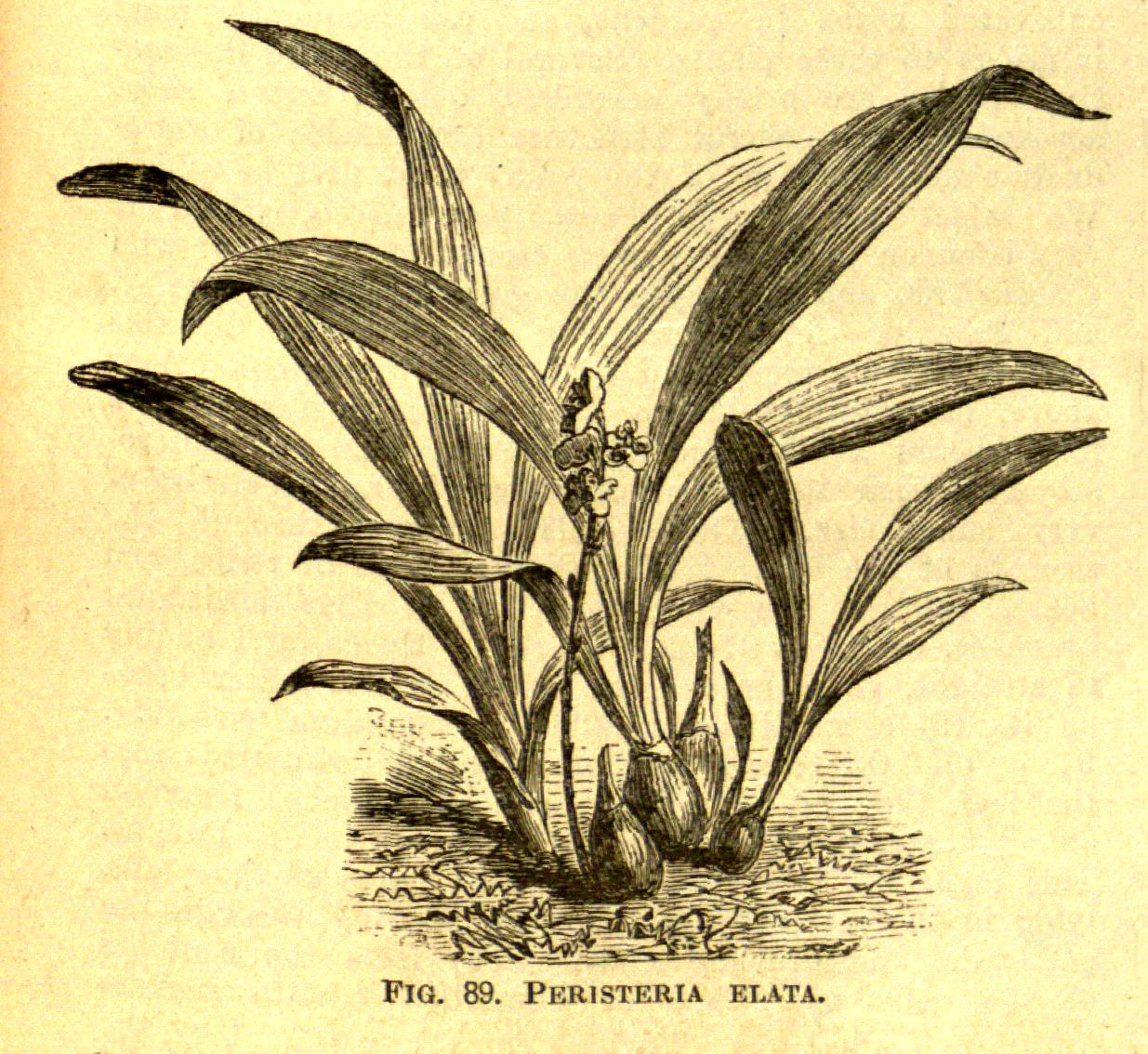
1884-1888-i rajz
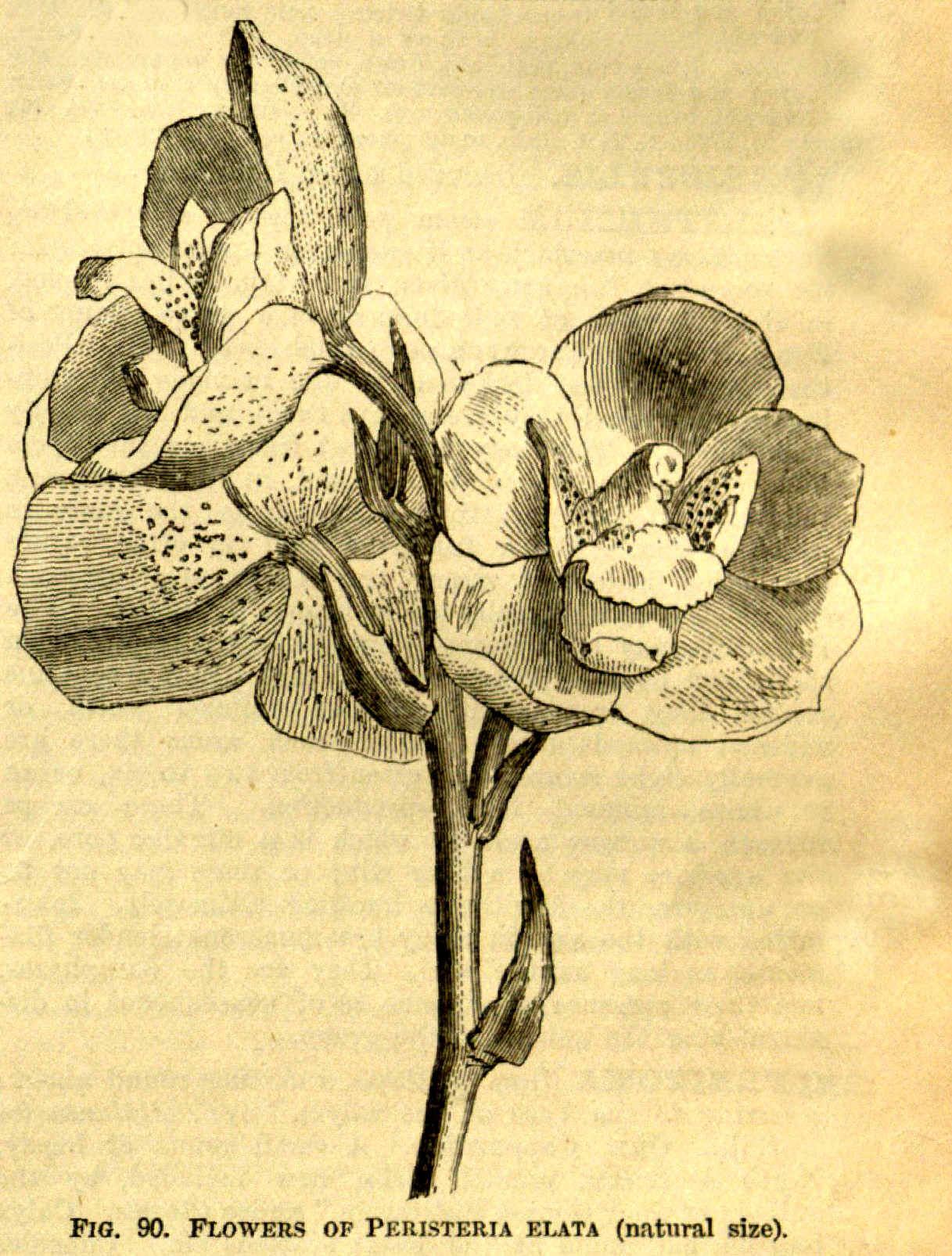
Rajz 1884-1888-ból